# Liste der Kulturdenkmäler in Bad Arolsen
Die folgende Liste enthält die in der Denkmaltopographie ausgewiesenen Kulturdenkmäler auf dem Gebiet  der  Stadt Bad Arolsen, Landkreis Waldeck-Frankenberg, Hessen.
Hinweis: Die Reihenfolge der Denkmäler in dieser Liste orientiert sich zunächst an Stadtteilen und anschließend der Anschrift, alternativ ist sie auch nach der Bezeichnung, der vom Landesamt für Denkmalpflege vergebenen Nummer oder der Bauzeit sortierbar.
Kulturdenkmäler werden fortlaufend im Denkmalverzeichnis des Landes Hessen durch das Landesamt für Denkmalpflege Hessen auf Basis des Hessischen Denkmalschutzgesetzes (HDSchG) geführt. Die Schutzwürdigkeit eines Kulturdenkmals hängt nicht von der Eintragung in das Denkmalverzeichnis des Landes Hessen oder der Veröffentlichung in der Denkmaltopographie ab.

Das Denkmalverzeichnis für diesen Bereich liegt noch nicht vor. Die bisher bekannten Bau- und Kunstdenkmäler hat das Landesamt für Denkmalpflege Hessen in sogenannten Arbeitslisten erfasst. Den Arbeitslisten liegen Erkenntnisse aus Akten, Ortsbegehungen und Denkmalinventaren, jedoch keine neuere systematische Forschung, zugrunde. Die Benehmensherstellung mit der Gemeinde gemäß § 11 Abs. 1 HDSchG ist noch nicht erfolgt.
Das Vorhandensein oder Fehlen eines Objekts in dieser Liste ist keine rechtsverbindliche Auskunft darüber, ob es Kulturdenkmal ist oder nicht: Diese Liste entspricht möglicherweise nicht dem aktuellen Stand der offiziellen Denkmaltopographie. Diese ist für Hessen in den entsprechenden Bänden der Denkmaltopographie Bundesrepublik Deutschland und im Internet unter DenkXweb – Kulturdenkmäler in Hessen einsehbar. Auch diese Quellen sind, obwohl sie durch das Landesamt für Denkmalpflege Hessen aktualisiert werden, nicht immer aktuell, da es im Denkmalbestand immer wieder Änderungen gibt.
Eine verbindliche Auskunft erteilt allein das Landesamt für Denkmalpflege Hessen.
Nutze diese Kartenansicht, um Koordinaten in der Liste zu setzen. In dieser Kartenansicht sind Kulturdenkmale ohne Koordinaten mit einem roten bzw. orangen Marker dargestellt und können in der Karte gesetzt werden. Kulturdenkmale ohne Bild sind mit einem blauen bzw. roten Marker gekennzeichnet, Kulturdenkmale mit Bild mit einem grünen bzw. orangen Marker.

## Aufteilung
Wegen der großen Anzahl von Kulturdenkmälern in Bad Arolsen werden die Kulturdenkmäler in den Ortsteilen in Teillisten aufgeführt.
Braunsen
Bühle
Helsen
Kohlgrund
Landau
Massenhausen
Mengeringhausen
Neu-Berich
Schmillinghausen
Volkhardinghausen
Wetterburg

## Gesamtanlagen
| Bild                                                                                   | Bezeichnung                                                                            | Lage             | Beschreibung | Bauzeit | Objekt-Nr. |
| -------------------------------------------------------------------------------------- | -------------------------------------------------------------------------------------- | ---------------- | ------------ | ------- | ---------- |
| Gesamtanlage 1 Schloss mit Wirtschaftsgebäuden und barocke Planstadt mit Erweiterungen | Gesamtanlage 1 Schloss mit Wirtschaftsgebäuden und barocke Planstadt mit Erweiterungen | Bad Arolsen Lage |              |         | 170717 DDB |
| Bild gesucht BW                                                                        | Gesamtanlage 2 Historistische Wohnhäuser in der Rauchstraße                            | Bad Arolsen Lage |              |         | 170719 DDB |
| Bild gesucht BW                                                                        | Gesamtanlage 3 Stadterweiterung nach 1900                                              | Bad Arolsen Lage |              |         | 170698 DDB |
| Gesamtanlage 4 Belgische Siedlung                                                      | Gesamtanlage 4 Belgische Siedlung                                                      | Bad Arolsen Lage |              |         | 170723 DDB |
| Bild gesucht BW                                                                        | Gesamtanlage 6 Bahnhof mit Baumalleen                                                  | Bad Arolsen Lage |              |         | 170725 DDB |

## Kulturdenkmäler
| Bild                                                               | Bezeichnung                                                                  | Lage | Beschreibung | Bauzeit | Objekt-Nr. |
| ------------------------------------------------------------------ | ---------------------------------------------------------------------------- | --- | ------------ | ------- | ---------- |
| Wohnhaus und Scheune                                               | Wohnhaus und Scheune                                                         | Am Driesch 1 LageFlur: 1, Flurstück: 385/2 |              |         | 828880 DDB |
| Fachwerkwohnhaus                                                   | Fachwerkwohnhaus                                                             | Am Schloßteich 5 LageFlur: 1, Flurstück: 570/5 |              |         | 828881 DDB |
| Doppelwohnhaus                                                     | Doppelwohnhaus                                                               | Am Schloßteich 7 LageFlur: 1, Flurstück: 453/2 |              |         | 170367 DDB |
| Bauholzmagazin                                                     | Bauholzmagazin                                                               | Am Vorhof 1 LageFlur: 1, Flurstück: 782/1 |              |         | 828830 DDB |
| sog. Melkerhaus, Fachwerkwohnhaus                                  | sog. Melkerhaus, Fachwerkwohnhaus                                            | Am Vorhof 2 LageFlur: 1, Flurstück: 793/1 |              |         | 828882 DDB |
| Wohnhaus + Schuppen                                                | Wohnhaus + Schuppen                                                          | Am Vorhof 4 LageFlur: 1, Flurstück: 452/3 |              |         | 828883 DDB |
| Wohnhaus + Schuppen                                                | Wohnhaus + Schuppen                                                          | Am Vorhof 5, Am Wildkamp 4 LageFlur: 1, Flurstück: 778/1, 787/1 |              |         | 828884 DDB |
| Wohnhaus                                                           | Wohnhaus                                                                     | Am Vorhof 6 LageFlur: 1, Flurstück: 452/5 |              |         | 828885 DDB |
| ehemaliges Forsthaus+Scheune+Stall                                 | ehemaliges Forsthaus+Scheune+Stall                                           | Am Wildkamp 4, Am Wildkamp 6 LageFlur: 1, Flurstück: 768/1, 778/1 |              |         | 170713 DDB |
| weitere Bilder                                                     | Friedhof +Gedenksteine                                                       | Auf der Heide, An der Twiddke LageFlur: 1, Flurstück: 118/2, 49/1, 98/6 |              |         | 170420 DDB |
| Fachwerkwohnhaus+Seitenflügel+Hinterhaus                           | Fachwerkwohnhaus+Seitenflügel+Hinterhaus                                     | Bahnhofstraße 1 LageFlur: 1, Flurstück: 177/1 |              |         | 170381 DDB |
| Fachwerkdoppelwohnhaus                                             | Fachwerkdoppelwohnhaus                                                       | Bahnhofstraße 2/4 LageFlur: 1, Flurstück: 78/2, 85/3 |              |         | 828887 DDB |
| Fachwerkwohnhaus                                                   | Fachwerkwohnhaus                                                             | Bahnhofstraße 12 LageFlur: 1, Flurstück: 99/2 |              |         | 170705 DDB |
| Fachwerkwohnhaus+Seitenflügel                                      | Fachwerkwohnhaus+Seitenflügel                                                | Bahnhofstraße 13 LageFlur: 1, Flurstück: 155/1 |              |         | 170368 DDB |
| Fachwerkwohnhaus                                                   | Fachwerkwohnhaus                                                             | Bahnhofstraße 15 LageFlur: 1, Flurstück: 153/3 |              |         | 170369 DDB |
| Fachwerkwohnhaus+Seitenflügel                                      | Fachwerkwohnhaus+Seitenflügel                                                | Bahnhofstraße 16 LageFlur: 1, Flurstück: 106/1 |              |         | 170370 DDB |
| Fachwerkwohnhaus+Seitenflügel+Hinterhaus                           | Fachwerkwohnhaus+Seitenflügel+Hinterhaus                                     | Bahnhofstraße 30, Bahnhofstraße LageFlur: 1, Flurstück: 132/1, 133/2 |              |         | 170371 DDB |
| Wohnhaus                                                           | Wohnhaus                                                                     | Bahnhofstraße 34 LageFlur: 1, Flurstück: 34/11 |              |         | 170372 DDB |
| Doppelwohnhaus                                                     | Doppelwohnhaus                                                               | Bahnhofstraße 37/39 LageFlur: 1, Flurstück: 24/13, 24/15 |              |         | 170373 DDB |
| Wohnhaus                                                           | Wohnhaus                                                                     | Bahnhofstraße 42 LageFlur: 1, Flurstück: 37/8 |              |         | 170374 DDB |
| Wohnhaus                                                           | Wohnhaus                                                                     | Bahnhofstraße 44 LageFlur: 1, Flurstück: 37/3 |              |         | 170375 DDB |
| Mietwohnhaus                                                       | Mietwohnhaus                                                                 | Bahnhofstraße 45 LageFlur: 1, Flurstück: 22/2 |              |         | 170376 DDB |
| Wohnhaus+Seitenflügel                                              | Wohnhaus+Seitenflügel                                                        | Bahnhofstraße 50 LageFlur: 1, Flurstück: 41/4 |              |         | 170377 DDB |
| Wohnhaus                                                           | Wohnhaus                                                                     | Bahnhofstraße 53 LageFlur: 1, Flurstück: 19/1 |              |         | 170378 DDB |
| Wohnhaus                                                           | Wohnhaus                                                                     | Bahnhofstraße 58 LageFlur: 1, Flurstück: 17/205 |              |         | 170379 DDB |
| Bahnhofstraße 62 (Bad Arolsen)                                     | Wohnhaus                                                                     | Bahnhofstraße 62 LageFlur: 1, Flurstück: 18/5 |              |         | 170702 DDB |
| ehemaliges Hotel Fürst Friedrich, Wohnhaus+Anbau                   | ehemaliges Hotel Fürst Friedrich, Wohnhaus+Anbau                             | Bahnhofstraße 104 LageFlur: 7, Flurstück: 2/28 |              |         | 170380 DDB |
| Kaiser Wilhelm Denkmal                                             | Kaiser Wilhelm Denkmal                                                       | Beim Brunnenhause LageFlur: 1, Flurstück: 755/8 |              |         | 828829 DDB |
| katholische Kirche St. Johannes Baptista                           | katholische Kirche St. Johannes Baptista                                     | Birkenweg 1 LageFlur: 1, Flurstück: 202/22 |              |         | 170706 DDB |
| Wohnhaus                                                           | Wohnhaus                                                                     | Braunser Weg 2 LageFlur: 1, Flurstück: 325/1 |              |         | 170383 DDB |
| Wohnhaus+Schuppen                                                  | Wohnhaus+Schuppen                                                            | Braunser Weg 6 LageFlur: 1, Flurstück: 325/2 |              |         | 170384 DDB |
| Villa+Anbauten                                                     | Villa+Anbauten                                                               | Braunser Weg 8 LageFlur: 1, Flurstück: 324/5 |              |         | 170385 DDB |
| Driesch-Eichenhutefläche                                           | Driesch-Eichenhutefläche                                                     | Driesch, Unter den Eichen, Landauer Straße LageFlur: 1, 5, Flurstück: 379/3, 35/4, 35/6, 36/2, 54/26                                                                                                   |              |         | 170712 DDB |
| Vierreihige Kastanienallee + ehem. mittl. Reitweg                  | Vierreihige Kastanienallee + ehem. mittl. Reitweg                            | Fürstenallee LageFlur: 1, Flurstück: 416/2, 416/5, 416/6 |              |         | 170386 DDB |
| Haus Waldfrieden, Wohnhaus                                         | Haus Waldfrieden, Wohnhaus                                                   | Fürstenallee 37 LageFlur: 1, Flurstück: 358 |              |         | 828888 DDB |
| weitere Bilder                                                     | Belgische Kaserne                                                            | Georg-Viktor-Straße 2, Dr.-Georg-Groscurth-Straße 1, Dr.-Georg-Groscurth-Straße 2, Dr.-Georg-Groscurth-Straße 3, Dr.-Georg-Groscurth-Straße 4 LageFlur: 6, Flurstück: 60/37,60/39,60/45,60/65,60/66    |              |         | 170711 DDB |
| Große Allee, 6 Baumreihen und Flanierweg                           | Große Allee, 6 Baumreihen und Flanierweg                                     | Große Allee LageFlur: 1, 6, 8, Flurstück: 291/4, 294/14, 33/10, 33/11, 34/1, 34/2, 10/1, 12, 14, 16, 18, 8/6                                                                                           |              |         | 170395 DDB |
| Kreuslerbrunnen                                                    | Kreuslerbrunnen                                                              | Große Allee LageFlur: 1, Flurstück: 294/14 |              |         | 828889 DDB |
| weitere Bilder                                                     | Neues-Schloß und Park                                                        | Große Allee 1, Neues Schloß, Große Allee 3 LageFlur: 1, Flurstück: 291/10, 291/11, 291/8, 291/9, 292                                                                                                   |              |         | 170728 DDB |
| Wohnhaus                                                           | Wohnhaus                                                                     | Große Allee 17 LageFlur: 1, Flurstück: 209/2 |              |         | 170387 DDB |
| Wohnhaus                                                           | Wohnhaus                                                                     | Große Allee 19 LageFlur: 1, Flurstück: 208/2 |              |         | 170388 DDB |
| Wohnhaus                                                           | Wohnhaus                                                                     | Große Allee 21 LageFlur: 1, Flurstück: 208/5 |              |         | 170389 DDB |
| ehem. Kurhaus                                                      | ehem. Kurhaus                                                                | Große Allee 23 LageFlur: 1, Flurstück: 210/17 |              |         | 953022 DDB |
| Neues Rathaus                                                      | Neues Rathaus                                                                | Große Allee 26 LageFlur: 1, Flurstück: 651/7 |              |         | 170390 DDB |
| ehem. Belgisches Kasino                                            | ehem. Belgisches Kasino                                                      | Große Allee 32 LageFlur: 1, Flurstück: 147/2 |              |         | 170391 DDB |
| Wohnhaus                                                           | Wohnhaus                                                                     | Große Allee 37 LageFlur: 6, Flurstück: 136/57 |              |         | 170392 DDB |
| Doppelwohnhaus                                                     | Doppelwohnhaus                                                               | Große Allee 44/46 LageFlur: 1, Flurstück: 5/11, 5/12 |              |         | 170394 DDB |
| Fachwerkwohnhaus                                                   | Fachwerkwohnhaus                                                             | Helenenstraße 5 LageFlur: 1, Flurstück: 24/5 |              |         | 170707 DDB |
| Diakonissenhaus Sophienheim                                        | Diakonissenhaus Sophienheim                                                  | Helenenstraße 14 LageFlur: 7, Flurstück: 25/51 |              |         | 170396 DDB |
| Fachwerkwohnhaus                                                   | Fachwerkwohnhaus                                                             | Jahnstraße 4 LageFlur: 1, Flurstück: 264/10 |              |         | 828890 DDB |
| Wohnhaus                                                           | Wohnhaus                                                                     | Jahnstraße 8 LageFlur: 1, Flurstück: 264/8 |              |         | 170397 DDB |
| Wohnhaus                                                           | Wohnhaus                                                                     | Jahnstraße 11 LageFlur: 1, Flurstück: 268/2 |              |         | 170398 DDB |
| Wohnhaus                                                           | Wohnhaus                                                                     | Jahnstraße 20 LageFlur: 1, Flurstück: 260/2 |              |         | 170399 DDB |
| Fachwerkwohnhaus+Hinterhaus                                        | Fachwerkwohnhaus+Hinterhaus                                                  | Kaulbachstraße 1, Kaulbachstraße 1a LageFlur: 1, Flurstück: 689/2 |              |         | 828832 DDB |
| Bunsenhaus, Fachwerkwohnhaus                                       | Bunsenhaus, Fachwerkwohnhaus                                                 | Kaulbachstraße 6 LageFlur: 1, Flurstück: 702/1 |              |         | 828837 DDB |
| Bild gesucht BW                                                    | Wohnhaus+Hinterhaus, ehem. Waldecker Hof                                     | Kaulbachstraße 7 LageFlur: 1, Flurstück: 681/2 |              |         | 828838 DDB |
| ehem. Stadtschule                                                  | ehem. Stadtschule                                                            | Kaulbachstraße 8 LageFlur: 1, Flurstück: 707/1 |              |         | 828839 DDB |
| Drubes Hof, Fachwerkwohnhaus+Hinterhaus                            | Drubes Hof, Fachwerkwohnhaus+Hinterhaus                                      | Kaulbachstraße 9 LageFlur: 1, Flurstück: 674/2 |              |         | 828840 DDB |
| Wohnhaus                                                           | Wohnhaus                                                                     | Kaulbachstraße 10 LageFlur: 1, Flurstück: 710/1 |              |         | 828841 DDB |
| Wohnhaus                                                           | Wohnhaus                                                                     | Kaulbachstraße 12 LageFlur: 1, Flurstück: 715/2 |              |         | 828843 DDB |
| Haus Meiser, Fachwerkwohnhaus+Seitenflügel                         | Haus Meiser, Fachwerkwohnhaus+Seitenflügel                                   | Kaulbachstraße 13 LageFlur: 1, Flurstück: 669/4 |              |         | 828844 DDB |
| Wohnhaus                                                           | Wohnhaus                                                                     | Kaulbachstraße 15 LageFlur: 1, Flurstück: 613/3 |              |         | 828845 DDB |
| Fachwerkwohnhaus                                                   | Fachwerkwohnhaus                                                             | Kaulbachstraße 17 LageFlur: 1, Flurstück: 617/4 |              |         | 828847 DDB |
| Fachwerkwohnhaus+Seitenflügel                                      | Fachwerkwohnhaus+Seitenflügel                                                | Kaulbachstraße 18 LageFlur: 1, Flurstück: 600/1 |              |         | 828848 DDB |
| Fachwerkwohnhaus                                                   | Fachwerkwohnhaus                                                             | Kaulbachstraße 19 LageFlur: 1, Flurstück: 619/8 |              |         | 828849 DDB |
| Fachwerkwohnhaus+Seitenflügel                                      | Fachwerkwohnhaus+Seitenflügel                                                | Kaulbachstraße 20 LageFlur: 1, Flurstück: 593/10 |              |         | 828850 DDB |
| Fachwerkdoppelhaus                                                 | Fachwerkdoppelhaus                                                           | Kaulbachstraße 21/23 LageFlur: 1, Flurstück: 625/9, 626/2 |              |         | 828851 DDB |
| Fachwerkwohnhaus+Seitenflügel                                      | Fachwerkwohnhaus+Seitenflügel                                                | Kaulbachstraße 22 LageFlur: 1, Flurstück: 596/2 |              |         | 828852 DDB |
| Fachwerkdoppelhaus                                                 | Fachwerkdoppelhaus                                                           | Kaulbachstraße 25/27 LageFlur: 1, Flurstück: 533/1, 534/1 |              |         | 828891 DDB |
| Bild gesucht BW                                                    | Fachwerkwohnhaus+Schuppen                                                    | Kaulbachstraße 29 LageFlur: 1, Flurstück: 543/2 |              |         | 828892 DDB |
| Fachwerkwohnhaus+Hinterhaus                                        | Fachwerkwohnhaus+Hinterhaus                                                  | Kaulbachstraße 3 LageFlur: 1, Flurstück: 688/3 |              |         | 828834 DDB |
| Brauerei                                                           | Brauerei                                                                     | Kaulbachstraße 33 LageFlur: 1, Flurstück: 556/1 |              |         | 828893 DDB |
| Bad Arolsen Kirchplatz Ev. Kirche                                  | evangelische Kirche                                                          | Kirchplatz 1 LageFlur: 1, Flurstück: 183/1 |              |         | 170402 DDB |
| ehem. Hofapotheke, heute Wohnhaus                                  | ehem. Hofapotheke, heute Wohnhaus                                            | Kirchplatz 2 LageFlur: 1, Flurstück: 200/4 |              |         | 828894 DDB |
| Fachwerkwohnhaus                                                   | Fachwerkwohnhaus                                                             | Kirchplatz 3 LageFlur: 1, Flurstück: 191/3 |              |         | 828895 DDB |
| Fachwerkwohnhaus                                                   | Fachwerkwohnhaus                                                             | Kirchplatz 4 LageFlur: 1, Flurstück: 187/2 |              |         | 828896 DDB |
| Fachwerkwohnhaus                                                   | Fachwerkwohnhaus                                                             | Kirchplatz 5 LageFlur: 1, Flurstück: 180/2 |              |         | 828897 DDB |
| Fachwerkwohnhaus+Nebengebäude                                      | Fachwerkwohnhaus+Nebengebäude                                                | Kirchplatz 6 LageFlur: 1, Flurstück: 76/2 |              |         | 828898 DDB |
| ehemalige Bruchsteinscheune                                        | ehemalige Bruchsteinscheune                                                  | Königin-Emma-Straße 12 LageFlur: 1, Flurstück: 796/6 |              |         | 828826 DDB |
| Festspielhaus, ehemaliger Reitstall                                | Festspielhaus, ehemaliger Reitstall                                          | Königin-Emma-Straße 3 LageFlur: 1, Flurstück: 757/4 |              |         | 828821 DDB |
| Alte Hofschmiede                                                   | Alte Hofschmiede                                                             | Königin-Emma-Straße 5 LageFlur: 1, Flurstück: 793/4 |              |         | 828823 DDB |
| weitere Bilder                                                     | ehemalige Wagenremise                                                        | Königin-Emma-Straße 6 LageFlur: 1, Flurstück: 798/12 |              |         | 828824 DDB |
| ehemaliges Gärtnerhaus                                             | ehemaliges Gärtnerhaus                                                       | Königin-Emma-Straße 8 LageFlur: 1, Flurstück: 798/12 |              |         | 828825 DDB |
| weitere Bilder                                                     | Neuer Friedhof; Kriegsdenkmal, Ehrenfriedhof, Diakonissenfriedhof, Grabstein | Königsbergallee 2 LageFlur: 5, Flurstück: 1/22 |              |         | 955525 DDB |
| ehem. Forsthaus                                                    | ehem. Forsthaus                                                              | Landauer Straße 2 LageFlur: 1, Flurstück: 294/15 |              |         | 828899 DDB |
| Wohnhaus                                                           | Wohnhaus                                                                     | Landauer Straße 8 LageFlur: 1, Flurstück: 326/2 |              |         | 170734 DDB |
| ehem. Konditorei Fürstenhof                                        | ehem. Konditorei Fürstenhof                                                  | Landauer Straße 9 LageFlur: 1, Flurstück: 425/13 |              |         | 170403 DDB |
| Mietwohnhaus                                                       | Mietwohnhaus                                                                 | Landauer Straße 12 LageFlur: 1, Flurstück: 345/11 |              |         | 170404 DDB |
| Wohnhaus+Seitenflügel+Hinterhaus                                   | Wohnhaus+Seitenflügel+Hinterhaus                                             | Landauer Straße 16 LageFlur: 1, Flurstück: 383/14 |              |         | 828900 DDB |
| Wohnhaus                                                           | Wohnhaus                                                                     | Landauer Straße 18 LageFlur: 1, Flurstück: 381/3 |              |         | 170405 DDB |
| Wohnhaus, ehem. Gaststätte                                         | Wohnhaus, ehem. Gaststätte                                                   | Mannelstraße 1 LageFlur: 1, Flurstück: 508/1 |              |         | 170407 DDB |
| Fachwerkwohnhaus+Seitenflügel                                      | Fachwerkwohnhaus+Seitenflügel                                                | Mannelstraße 15 LageFlur: 1, Flurstück: 529/1 |              |         | 828905 DDB |
| Fachwerkwohnhaus                                                   | Fachwerkwohnhaus                                                             | Mannelstraße 17 LageFlur: 1, Flurstück: 530/1 |              |         | 828906 DDB |
| Fachwerkwohnhaus                                                   | Fachwerkwohnhaus                                                             | Mannelstraße 19 LageFlur: 1, Flurstück: 572/2 |              |         | 828907 DDB |
| Haus Mannel, Fachwerkwohnhaus                                      | Haus Mannel, Fachwerkwohnhaus                                                | Mannelstraße 3 LageFlur: 1, Flurstück: 510/2 |              |         | 828901 DDB |
| Fachwerkwohnhaus                                                   | Fachwerkwohnhaus                                                             | Mannelstraße 5 LageFlur: 1, Flurstück: 514/2 |              |         | 828902 DDB |
| Fachwerkwohnhaus+Nebengebäude                                      | Fachwerkwohnhaus+Nebengebäude                                                | Mannelstraße 7 LageFlur: 1, Flurstück: 518/1 |              |         | 828903 DDB |
| Fachwerkwohnhaus                                                   | Fachwerkwohnhaus                                                             | Mannelstraße 9 LageFlur: 1, Flurstück: 519/5 |              |         | 828904 DDB |
| ehem. Gärtnereigebäude der fürstlichen Witwe                       | ehem. Gärtnereigebäude der fürstlichen Witwe                                 | Neuer Garten LageFlur: 1, Flurstück: 290/175 |              |         | 170408 DDB |
| Neue Post                                                          | Neue Post                                                                    | Rauchstraße 2 LageFlur: 1, Flurstück: 648/7 |              |         | 170410 DDB |
| Bad Arolsen Rauchstraße 3                                          | Haus Römer, Fachwerkwohnhaus                                                 | Rauchstraße 3 LageFlur: 1, Flurstück: 61/44 |              |         | 170411 DDB |
| Rauchhaus, Fachwerkwohnhaus                                        | Rauchhaus, Fachwerkwohnhaus                                                  | Rauchstraße 6 LageFlur: 1, Flurstück: 500/1 |              |         | 170412 DDB |
| Amtsgericht                                                        | Amtsgericht                                                                  | Rauchstraße 7 LageFlur: 1, Flurstück: 60/4 |              |         | 170413 DDB |
| Wohnhaus                                                           | Wohnhaus                                                                     | Rauchstraße 12 LageFlur: 1, Flurstück: 493/8 |              |         | 170708 DDB |
| Villa                                                              | Villa                                                                        | Rauchstraße 14 LageFlur: 1, Flurstück: 492/12 |              |         | 170414 DDB |
| Fachwerkwohnhaus+Hinterhaus                                        | Fachwerkwohnhaus+Hinterhaus                                                  | Rauchstraße 16 LageFlur: 1, Flurstück: 491/7 |              |         | 828908 DDB |
| Fachwerkwohnhaus                                                   | Fachwerkwohnhaus                                                             | Rauchstraße 17 LageFlur: 1, Flurstück: 58/24 |              |         | 170415 DDB |
| Wohnhaus+Seitenflügel                                              | Wohnhaus+Seitenflügel                                                        | Rauchstraße 19 LageFlur: 1, Flurstück: 58/21 |              |         | 828909 DDB |
| Wohnhaus                                                           | Wohnhaus                                                                     | Rauchstraße 21 LageFlur: 1, Flurstück: 58/22 |              |         | 170416 DDB |
| Wohnhaus                                                           | Wohnhaus                                                                     | Rauchstraße 23 LageFlur: 1, Flurstück: 57/3 |              |         | 170417 DDB |
| Wohnhaus                                                           | Wohnhaus                                                                     | Rauchstraße 24 LageFlur: 1, Flurstück: 487/27 |              |         | 170418 DDB |
| Wohnhaus                                                           | Wohnhaus                                                                     | Rauchstraße 26 LageFlur: 1, Flurstück: 486/5 |              |         | 170419 DDB |
| Wohnhaus                                                           | Wohnhaus                                                                     | Rauchstraße 28 LageFlur: 1, Flurstück: 485/5 |              |         | 828910 DDB |
| Bad Arolsen Schloßstraße 1 Haus Stieglitz                          | Haus Stieglitz, herrschaftliches Wohnhaus+Seitenflügel                       | Schloßstraße 1 LageFlur: 1, Flurstück: 642/9 |              |         | 828853 DDB |
| Wohnhaus                                                           | Wohnhaus                                                                     | Schloßstraße 2a LageFlur: 1, Flurstück: 650/5 |              |         | 828854 DDB |
| Wohnhaus                                                           | Wohnhaus                                                                     | Schloßstraße 3 LageFlur: 1, Flurstück: 639/3 |              |         | 828855 DDB |
| Haus Canstein, herrschaftliches Wohnhaus                           | Haus Canstein, herrschaftliches Wohnhaus                                     | Schloßstraße 4 LageFlur: 1, Flurstück: 653/10 |              |         | 828856 DDB |
| Wohnhaus                                                           | Wohnhaus                                                                     | Schloßstraße 5 LageFlur: 1, Flurstück: 635/1 |              |         | 828857 DDB |
| Wohnhaus+Seitenflügel                                              | Wohnhaus+Seitenflügel                                                        | Schloßstraße 6 LageFlur: 1, Flurstück: 659/3 |              |         | 828858 DDB |
| Wohnhaus+Seitenflügel                                              | Wohnhaus+Seitenflügel                                                        | Schloßstraße 7 LageFlur: 1, Flurstück: 634/1 |              |         | 828859 DDB |
| Fachwerkwohnhaus                                                   | Fachwerkwohnhaus                                                             | Schloßstraße 8 LageFlur: 1, Flurstück: 660/1 |              |         | 828860 DDB |
| ehem. Poststation, Klappsches Haus, Wohnhaus                       | ehem. Poststation, Klappsches Haus, Wohnhaus                                 | Schloßstraße 9 LageFlur: 1, Flurstück: 630/1 |              |         | 828861 DDB |
| Haus Schröder, herrschaftliches Wohnhaus und Geschäftshaus         | Haus Schröder, herrschaftliches Wohnhaus und Geschäftshaus                   | Schloßstraße 10, Schloßstraße 10a LageFlur: 1, Flurstück: 665/4, 665/5 |              |         | 828862 DDB |
| Marksches Haus, Fachwerkwohnhaus+Nebengebäude                      | Marksches Haus, Fachwerkwohnhaus+Nebengebäude                                | Schloßstraße 11 LageFlur: 1, Flurstück: 610/1 |              |         | 828863 DDB |
| Wohnhaus+Hinterhaus                                                | Wohnhaus+Hinterhaus                                                          | Schloßstraße 12 LageFlur: 1, Flurstück: 667/3 |              |         | 828864 DDB |
| ehem. katholische Kirche, heute Wohnhaus                           | ehem. katholische Kirche, heute Wohnhaus                                     | Schloßstraße 13 LageFlur: 1, Flurstück: 607/3 |              |         | 828865 DDB |
| ehem. evangelisch-reformierte Kirche, heute Wohnhaus               | ehem. evangelisch-reformierte Kirche, heute Wohnhaus                         | Schloßstraße 14 LageFlur: 1, Flurstück: 717/1 |              |         | 828866 DDB |
| Fachwerkwohnhaus+Seitenflügel                                      | Fachwerkwohnhaus+Seitenflügel                                                | Schloßstraße 15 LageFlur: 1, Flurstück: 591/3 |              |         | 828867 DDB |
| Fachwerkwohnhaus                                                   | Fachwerkwohnhaus                                                             | Schloßstraße 16 LageFlur: 1, Flurstück: 720/2 |              |         | 828868 DDB |
| Fachwerkwohnhaus                                                   | Fachwerkwohnhaus                                                             | Schloßstraße 17 LageFlur: 1, Flurstück: 589/1 |              |         | 828869 DDB |
| Fachwerkwohnhaus                                                   | Fachwerkwohnhaus                                                             | Schloßstraße 18 LageFlur: 1, Flurstück: 724/2 |              |         | 828870 DDB |
| Wohnhaus+Seitenflügel+Hinterhaus                                   | Wohnhaus+Seitenflügel+Hinterhaus                                             | Schloßstraße 19 LageFlur: 1, Flurstück: 587/2 |              |         | 828871 DDB |
| Fachwerkwohnhaus                                                   | Fachwerkwohnhaus                                                             | Schloßstraße 20 LageFlur: 1, Flurstück: 726/2 |              |         | 828872 DDB |
| Fachwerkwohnhaus                                                   | Fachwerkwohnhaus                                                             | Schloßstraße 21 LageFlur: 1, Flurstück: 583/4 |              |         | 828873 DDB |
| Haus Von Klettenberg und Wildeck, Wohnhaus+Seitenflügel+Hinterhaus | Haus Von Klettenberg und Wildeck, Wohnhaus+Seitenflügel+Hinterhaus           | Schloßstraße 22 LageFlur: 1, Flurstück: 732/3 |              |         | 828874 DDB |
| Fachwerkwohnhaus+Seitenflügel+Hinterhaus                           | Fachwerkwohnhaus+Seitenflügel+Hinterhaus                                     | Schloßstraße 23 LageFlur: 1, Flurstück: 576/2 |              |         | 828875 DDB |
| Schreibersches Haus, herrschaftliches Wohnhaus+2 Seitenflügel      | Schreibersches Haus, herrschaftliches Wohnhaus+2 Seitenflügel                | Schloßstraße 24 LageFlur: 1, Flurstück: 735/1 |              |         | 828876 DDB |
| Haus Uffeln, Fachwerkwohnhaus+Seitenflügel                         | Haus Uffeln, Fachwerkwohnhaus+Seitenflügel                                   | Schloßstraße 25 LageFlur: 1, Flurstück: 580/1 |              |         | 828877 DDB |
| Fachwerkwohnhaus+Seitenflügel                                      | Fachwerkwohnhaus+Seitenflügel                                                | Schloßstraße 26 LageFlur: 1, Flurstück: 739/2 |              |         | 828878 DDB |
| weitere Bilder                                                     | Schlossanlage +Park +Einfriedung +Spendelallee                               | Schloßstraße 27, Ulmenallee, Spendelallee, Großer Teich, Dreckteich, Beim Pferdeteich, Beim großen Teich, Altes Schloß LageFlur: 1, 2, Flurstück: 575/3, 758/1, 759, 760, 761, 762, 763, 842/1, 5, 8/1 |              |         | 170421 DDB |
| Alte Regierung                                                     | Alte Regierung                                                               | Schloßstraße 28 LageFlur: 1, Flurstück: 752/2 |              |         | 828827 DDB |
| Bild gesucht BW                                                    | ehem. Marstall, Christian Daniel Rauch Museum                                | Schloßstraße 30, Schloßstraße 32 LageFlur: 1, Flurstück: 748/2 |              |         | 828828 DDB |
| Goldenes Hochzeitshaus, Wohnhaus+Seitenflügel+Nebengebäude         | Goldenes Hochzeitshaus, Wohnhaus+Seitenflügel+Nebengebäude                   | Schloßstraße 34 LageFlur: 1, Flurstück: 743/1 |              |         | 828879 DDB |
| ehem. Remise                                                       | ehem. Remise                                                                 | Unter den Eichen 2 LageFlur: 1, Flurstück: 348/2 |              |         | 170425 DDB |
| Villa                                                              | Villa                                                                        | Unter den Eichen 4 LageFlur: 1, Flurstück: 348/5 |              |         | 170425 DDB |
| Brunnenhaus                                                        | Brunnenhaus                                                                  | Vorhof LageFlur: 1, Flurstück: 803 |              |         | 828831 DDB |
| Wohnhaus+Schuppen                                                  | Wohnhaus+Schuppen                                                            | Wetterburger Straße 4 LageFlur: 1, Flurstück: 416/12 |              |         | 170427 DDB |
| Doppelwohnhaus                                                     | Doppelwohnhaus                                                               | Wetterburger Straße 5/7 LageFlur: 1, Flurstück: 425/3, 425/4 |              |         | 170431 DDB |
| Wohnhaus                                                           | Wohnhaus                                                                     | Wetterburger Straße 9 LageFlur: 1, Flurstück: 425/2 |              |         | 170428 DDB |
| Wohnhaus                                                           | Wohnhaus                                                                     | Wetterburger Straße 13 LageFlur: 1, Flurstück: 425/6 |              |         | 170429 DDB |
| Wohnhaus                                                           | Wohnhaus                                                                     | Wetterburger Straße 20 LageFlur: 1, Flurstück: 412/2 |              |         | 828911 DDB |
| Wohnhaus                                                           | Wohnhaus                                                                     | Wetterburger Straße 22 LageFlur: 1, Flurstück: 411/1 |              |         | 170704 DDB |
| Bild gesucht BW                                                    | Wohnhaus                                                                     | Wetterburger Straße 23 LageFlur: 1, Flurstück: 428/6 |              |         | 926620 DDB |
| Wohnhaus                                                           | Wohnhaus                                                                     | Wetterburger Straße 24 LageFlur: 1, Flurstück: 411/3 |              |         | 170737 DDB |